# Wladimir Iossifowitsch Kaplunow

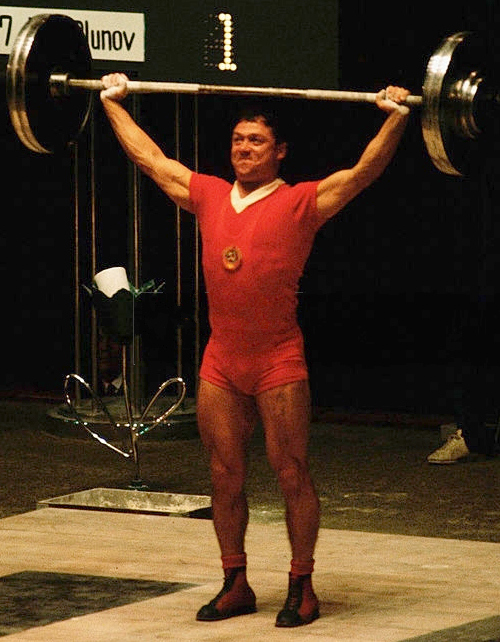
Wladimir Kaplunow (1964)

Wladimir Iossifowitsch Kaplunow (russisch Владимир Иосифович Каплунов; * 2. März 1933 in Krjukowo, Region Krasnojarsk; † 11. Dezember 2015 in Odinzowo) war ein sowjetisch-russischer Gewichtheber.

## Werdegang
Wladimir Kaplunow aus Kasan begann als 18-Jähriger mit dem Gewichtheben. Er kam gut voran, vor allem als er in die Sowjetarmee eingetreten war und dort gute Trainingsvoraussetzungen fand. Zunächst beherrschten in der UdSSR allerdings noch andere Heber die Szene, sodass er erst mit 27 Jahren erstmals bei den russischen Mannschaftsmeisterschaften 1960 auf sich aufmerksam machen konnte, als er im Leichtgewicht 382,5 kg erreichte. Das waren 2,5 kg mehr, als der Silbermedaillengewinner bei den Olympischen Spielen des gleichen Jahres in Rom erreicht hatte. Von da an gehörte er zur Weltspitze und wurde 1962 erstmals bei Weltmeisterschaften eingesetzt. In den nächsten Jahren lieferte er sich große Kämpfe mit den polnischen Spitzenhebern Waldemar Baszanowski und Marian Zieliński. Auf nationaler Ebene waren Wiktor Buschujew und Sergej Lopatin seine Hauptkonkurrenten. Nach Beendigung seiner aktiven Laufbahn 1968, für die Olympischen Spiele dieses Jahres hatte er sich nicht mehr qualifizieren können, wurde er ein erfolgreicher Trainer im sowjetischen Gewichtheber-Verband.

## Internationale Erfolge
(OS = Olympische Spiele, WM = Weltmeisterschaft, EM = Europameisterschaft, Le = Leichtgewicht, Mi = Mittelgewicht)
- 1961, 3. Platz, Grand Prix von Moskau, Le, mit 392,5 kg, hinter Sergej Lopatin, UdSSR, 407,5 kg und Mustafa Jagli-Ogly, UdSSR, 395 kg;
- 1962, 2. Platz, Grand Prix von Moskau, Le, mit 400 kg, hinter Lopatin, 405 kg und vor Hussein, Ägypten, 367,5 kg;
- 1962, 1. Platz, WM + EM in Budapest, Le, mit 415 kg, vor Waldemar Baszanowski, Polen, 412,5 kg und Marian Zieliński, Polen, 405 kg;
- 1963, 2. Platz, Grand Prix von Moskau, Le, mit 395 kg, hinter Lopatin, 417,5 kg und vor Wiktor Buschujew, UdSSR, 392,5 kg;
- 1963, 3. Platz, WM + EM in Stockholm, Le, mit 410 kg, hinter Zieliński, 417,5 kg und Baszanowski, 410 kg;
- 1964, 1. Platz, EM in Moskau, Le, mit 417,5 kg, vor Zdeněk Otáhal, CSSR, 375 kg und Babiansky, CSSR, 360 kg;
- 1964, Silbermedaille, OS in Tokio, Le, mit 432,5 kg, hinter Baszanowski, 432,5 kg und vor Zieliński, 420 kg;
- 1965, 2. Platz, EM in Sofia, Le, mit 425 kg, hinter Baszanowski, 425 kg und vor Otahal, 387,5 kg;
- 1966, 3. Platz, WM in Teheran, Le, mit 412,5 kg, hinter Baszanowski, 427,5 kg und Zieliński, 425 kg;
- 1966, 2. Platz, Grand Prix von Riga, Mi, mit 442,5 kg, hinter Wiktor Kurenzow, UdSSR, 447,5 kg und vor Konarow, Bulgarien, 407,5 kg;
- 1967, 3. Platz, Grand Prix von Tiflis, Mi, mit 435 kg, hinter Kurenzow, 465 kg und Bagocs, Ungarn, 437,5 kg.

## Nationale Meisterschaften
- 1960, 2. Platz, Armee, Le, mit 395 kg, hinter Lopatin, 400 kg und vor Makejew, 382,5 kg;
- 1961, 1. Platz, RSFSR, Le, mit 390 kg, vor E. Girko, 365 kg;
- 1961, 2. Platz, UdSSR, Le, mit 405 kg, hinter Lopatin, 405 kg und vor Buschujew, 395 kg;
- 1962, 1. Platz, UdSSR, Le, mit 410 kg, vor Buschujew, 400 kg und Majasin, 382,5 kg;
- 1963, 1. Platz, UdSSR, Le, mit 407,5 kg;
- 1964, 1. Platz, UdSSR, Le, mit 422,5 kg;
- 1966, 3. Platz, UdSSR, Mi, mit 427,5 kg, hinter Kurenzow, 435 kg und Koslow, 435 kg.

## Weltrekorde
(alle im Leichtgewicht erzielt)
Im beidarmigen Drücken:
- 131 kg, 1960 in Swerdlowsk;
- 131,5 kg, 1960 in Riga;
- 133,5 kg, 1961 in Kislowodsk;
- 134 kg, 1961 in Dnepropetrowsk;
- 135,5 kg, 1962 in Tallinn;
- 136 kg, 1963 in Chabarowsk.

Im beidarmigen Stoßen:
- 162,5 kg, 1963 in Moskau;
- 168,5 kg, 1965 in Teheran.

Im olympischen Dreikampf:
- 410 kg, 1962 in Moskau;
- 415 kg, 1962 in Moskau;
- 432,5 kg, 1964 in Tokio.